# Berrueces (kommunhuvudort)
Berrueces är en kommunhuvudort i Spanien.   Den ligger i provinsen Provincia de Valladolid och regionen Kastilien och Leon, i den centrala delen av landet, 210 km nordväst om huvudstaden Madrid. Berrueces ligger 772 meter över havet och antalet invånare är 102.
Terrängen runt Berrueces är platt. Runt Berrueces är det ganska glesbefolkat, med 30 invånare per kvadratkilometer. Närmaste större samhälle är Medina de Ríoseco, 8,2 km sydost om Berrueces. Trakten runt Berrueces består till största delen av jordbruksmark.